# Reteporella erugata
Reteporella erugata är en mossdjursart som beskrevs av Hayward 1993. Reteporella erugata ingår i släktet Reteporella och familjen Phidoloporidae. Inga underarter finns listade i Catalogue of Life.